# Endlichkeitssatz von Cheeger
Cheegers Endlichkeitssatz ist ein Lehrsatz aus dem mathematischen Teilgebiet der Differentialgeometrie, der eine Aussage über die Anzahl (und insbesondere die Endlichkeit) von Mannigfaltigkeiten mit vorgegebenen Durchmesser-, Volumen- und Krümmungsschranken macht.

## Cheegers Endlichkeitssatz
Zu vorgegebenen positiven Zahlen {\displaystyle n,D,V,K} gibt es nur eine endliche Anzahl {\displaystyle C(n,D,V,K)} von Diffeomorphietypen {\displaystyle n}-dimensionaler riemannscher Mannigfaltigkeiten {\displaystyle M} mit 
{\displaystyle \mathrm {diam} (M)\leq D,\mathrm {vol} (M)\geq V,-K\leq \mathrm {sec} (M)\leq K.}
Hierbei bezeichnen {\displaystyle \operatorname {vol} (M)} das Volumen, {\displaystyle \operatorname {diam} (M)} den Durchmesser und {\displaystyle \sec(M)} die Schnittkrümmungen der riemannschen Mannigfaltigkeit {\displaystyle M}.

## Geschichte
Der Endlichkeitssatz erschien zuerst in Cheegers Dissertation, damals zunächst für Endlichkeit von Homöomorphietypen und nur unter zusätzlichen Voraussetzungen auch für Diffeomorphietypen. Der Endlichkeitssatz in seiner obigen Form erscheint bei Cheeger-Ebin und mit Beweis sowie einer expliziten Abschätzung für {\displaystyle C(n,D,V,K)} bei Peters. Einen weiteren Beweis sowie zahlreiche Verallgemeinerungen und Anwendungen findet man in Kapitel 8 von Gromovs Buch.